# Kanton Saissac
Der Kanton Saissac war bis 2015 ein französischer Wahlkreis im Département Aude in der Region Languedoc-Roussillon. Er umfasste acht Gemeinden im Arrondissement Carcassonne; sein Hauptort (frz.: chef-lieu) war Saissac. Die landesweiten Änderungen in der Zusammensetzung der Kantone brachten im März 2015 seine Auflösung.
Der Kanton war 136,65 km2 groß und hatte 3464 Einwohner (Stand 2012).

## Gemeinden
| Gemeinde             | Einwohner (Stand: 2022) | Code postal | Code Insee |
| -------------------- | ----------------------- | ----------- | ---------- |
| Brousses-et-Villaret | 301                     | 11390       | 11052      |
| Cuxac-Cabardès       | 953                     | 11390       | 11115      |
| Fontiers-Cabardès    | 467                     | 11390       | 11150      |
| Fraisse-Cabardès     | 104                     | 11600       | 11156      |
| Lacombe              | 184                     | 11310       | 11182      |
| Laprade              | 116                     | 11390       | 11189      |
| Saint-Denis          | 511                     | 11310       | 11339      |
| Saissac              | 909                     | 11310       | 11367      |

## Bevölkerungsentwicklung
| 1962 | 1968 | 1975 | 1982 | 1990 | 1999 | 2006 | 2012 |
| ---- | ---- | ---- | ---- | ---- | ---- | ---- | ---- |
| 2122 | 2466 | 2424 | 2519 | 2775 | 3100 | 3429 | 3464 |